# Kot Samaba
Kot Samaba é uma cidade do Paquistão localizada na província de Punjab.